# Ragnar Lagerström
Ragnar Gustaf Lagerström, född 15 mars 1910 i Danderyd, död 15 april 2006 i Köping, var en svensk skolman, filosof och författare. Hans Mötas i det inre (Proprius förlag 1984) presenterar i koncentrerad form ett genomarbetat försök att finna det gemensamma i olika religioner, som en grund för en fredlig samexistens mellan jordens folk. Själv icke troende, och utan att hävda några "sanningar", försöker författaren formulera den positiva känsla av gemenskap med världsalltet/skapelsen som han menar finns i kanske alla religioner.
År 1987 kom Riva murar, bygga broar - om Mikael Hoffman och Örjansgården (Proprius), som förmedlar bilden av den ryskfödde tänkaren, idealisten och praktikern Mikael Hoffman (1904-1972) och hans livsverk i fredens och den mellanfolkliga förståelsens tjänst.
Ragnar Lagerström var under närmare ett halvt sekel en av de ledande inom Sveriges världsfederalister.
Ragnar Lagerström var far till Tomas Lagerström och Sven Lagerström.